# Poljski evrokovanci
Poljski evrokovanci še niso oblikovani. Poljska je članica Evropske unije od 1. maja 2004 in je tudi članica Ekonomske in monetarne unije Evropske unije, vendar še ni izpolnila tretje stopnje EMU-ja, zato zaenkrat še vedno uporablja svojo dosedanjo valuto, poljski zlot.
Trenutno ni nobenih uradnih informacij o oblikovanju poljskih evrokovancev, klub temu pa obstajajo namigovanja, da bodo uporabili ljudsko mnenje.
Poljska pa še ni določila uradnega datuma uvedbe evra, kar je pripeljalo do kritik Evropske komisije. Po pogodbi o pristopu iz leta 2003 "naj bi vse nove članice sodelovale z Ekonomsko in monetarno unijo od dneva pridružitve kot nove članice z okrnitvijo", kar za Poljsko pomeni obvezno uvedbo evra. Podobnen primer je Švedska, ki bi pravzaprav tudi morala uvesti evro, vendar se razgovori najbrž ne bodo začeli pred letom 2009, po tem, ko je prebivalstvo na referendumu leta 2003 izrazilo nezaupnico evru. Vseeno pa je bila Poljska upozorjena, da se kakršnekoli podobne poteze ne bodo tolerirale, kot v primeru Švedske.
Uvedba evra zavzema bistven del pogodbe o pristopu iz leta 2003. Referendum o pristopu je bil že izveden, in sicer 7. in 8. 2003, ni pa bilo do sedaj še nobenega referenduma posebej o uvedbi evra.
17. januarja 2006 je poljska finančna ministrica Zyta Gilowska v intervjuju izjavila, da Poljska evra ne bo uvedla pred letom 2010, in dodala, da je leto 2011 skrajni rok, ki je dosegljiv. Oktobra 2006 pa je predsednik Lech Kaczyński za španski El Mundo povedal, da bi uvedba evra naj bila stvar, odvisna od referenduma, ki bi bil izveden ob koncu mojega mandata, le-ta se konča leta 2010, in dodal, da jaz govorim o referendumu in ne o uvedbi evra. Svoj komentar je podal z besedami, da se mu uvedba evra zdi omejevanje suverenosti (države), pa tudi, da je evro še vedno poizkus in ga bo treba nujno še opazovati... njegova uvedba lahko povzroči inflacijo in zniža življenjski standard. Po zdajšnjih prepričanjih naj bi se uvedba evra na Poljskem zgodila 2012.